# Matteo Fantinelli
Matteo Fantinelli (Faenza, 24 novembre 1993) è un cestista italiano, di ruolo playmaker, capitano della Fortitudo Bologna.

## Carriera

### Giovanili e Club
Viene notato dalla Fortitudo Bologna che lo aggrega alle sue giovanili. In seguito al fallimento della Fortitudo cambia sponda concludendo le giovanili nella Virtus Bologna.
Dopo due stagioni a Mirandola e Recanati, nell'estate 2014 firma con il Treviso Basket. Dalla stagione 2016-2017 diventa ufficialmente il nuovo capitano della squadra trevigiana.
Il 20 giugno del 2018 fa ritorno dopo tanti anni alla Fortitudo Bologna, società dove giocò in gioventù nelle giovanili. Durante la stagione 2018/2019, diventa il playmaker titolare della Fortitudo, dove contribuisce notevolmente alla promozione diretta in Serie A dopo dieci anni di assenza dalla massima serie. Nell'estate del 2019 rinnova con la Effe fino al giugno 2021.
Nell'estate 2022, prolunga di altri due anni il contratto con la Fortitudo, divenendone il nuovo capitano.
Il 18 giugno 2024, rinnova ancora per altri due anni con la Fortitudo Bologna, diventandone sempre più bandiera del club. Il 28 giugno 2025, sui canali social della Fortitudo, viene annunciato il prolungamento fino al 2027 del capitano.

## Statistiche

### Stagione regolare
| Stagione        | Squadra              | Competizione | Partite | Partite | Partite | Statistiche tiro | Statistiche tiro | Statistiche tiro | Altre statistiche | Altre statistiche | Altre statistiche | Altre statistiche | Altre statistiche |
| Stagione        | Squadra              | Competizione | Pres.   | Titol.  | Minuti  | Tiri da 2        | Tiri da 3        | Liberi           | Rimb.             | Assist            | Rubate            | Stopp.            | Punti             |
| --------------- | -------------------- | ------------ | ------- | ------- | ------- | ---------------- | ---------------- | ---------------- | ----------------- | ----------------- | ----------------- | ----------------- | ----------------- |
| 2012-2013       | Primavera Mirandola  | DNA          | 29      | -       | 664     | 56/95            | 11/41            | 32/46            | 74                | 55                | 39                | 12                | 177               |
| 2013-2014       | U.S. Basket Recanati | DNA Silver   | 27      | -       | 801     | 96/145           | 12/44            | 53/75            | 96                | 84                | 28                | 8                 | 281               |
| 2014-2015       | Universo Treviso     | Serie A2     | 19      | -       | 522     | 53/105           | 9/25             | 44/63            | 79                | 60                | 15                | 8                 | 177               |
| 2015-2016       | Universo Treviso     | Serie A2     | 26      | -       | 762     | 86/147           | 19/48            | 38/58            | 145               | 169               | 47                | 6                 | 267               |
| 2016-2017       | Universo Treviso     | Serie A2     | 30      | -       | 937     | 73/153           | 29/74            | 35/57            | 174               | 171               | 49                | 6                 | 268               |
| 2017-2018       | Universo Treviso     | Serie A2     | 22      | -       | 587     | 62/127           | 10/35            | 31/50            | 118               | 154               | 33                | 12                | 185               |
| 2018-2019       | Fortitudo Bologna    | Serie A2     | 28      | -       | 765     | 94/148           | 8/27             | 54/74            | 166               | 122               | 32                | 8                 | 266               |
| 2019-2020       | Fortitudo Bologna    | Serie A      | 21      | 21      | 534     | 44/77            | 7/14             | 16/24            | 74                | 71                | 17                | 7                 | 125               |
| 2020-2021       | Fortitudo Bologna    | Serie A      | 22      | 22      | 564     | 48/83            | 7/26             | 13/18            | 85                | 104               | 23                | 6                 | 130               |
| 2021-2022       | Fortitudo Bologna    | Serie A      | 8       | 1       | 131     | 7/14             | 1/3              | 2/2              | 13                | 18                | 6                 | 0                 | 19                |
| 2022-2023       | Fortitudo Bologna    | Serie A2     | 22      | -       | 688     | 76/131           | 14/44            | 27/35            | 138               | 122               | 25                | 6                 | 221               |
| 2023-2024       | Fortitudo Bologna    | Serie A2     | 21      | -       | 640     | 66/115           | 13/40            | 30/48            | 101               | 132               | 31                | 7                 | 201               |
| Totale carriera |                      |              |         |         |         |                  |                  |                  |                   |                   |                   |                   |                   |

## Palmarès
- Supercoppa LNP: 2

Fortitudo Bologna: 2018, 2024
Campionato italiano dilettanti: 1
Fortitudo Bologna: 2018-19